# Kinugawa
Il Kinugawa (鬼怒川) è un fiume nell'isola di Honshū, in Giappone. Esso scorre da nord a sud attraverso la pianura di Kantō, unendosi al Tone. È lungo 176,7 km ed è il più lungo affluente del Tone. Da tempi antichi, è conosciuto per essere la causa di disastrose alluvioni. Il fiume nasce nella palude di Kinu (presso la città di Nikkō, nel Parco Nazionale di Nikkō).